# Fundamenta Botanica
Fundamenta Botanica ("Fundamentos de la botánica") (Ámsterdam, Salomon Schouten, ed. 1, 1736) fue una de las principales obras del botánico, zoólogo y médico sueco Carlos Linneo (1707-1778) y publicado tanto como una obra independiente y parte de la Bibliotheca Botanica.
Este libro establece, por primera vez, las ideas de Linneo para la reforma de la taxonomía botánica. La primera edición data de 1736, pero fue puesto en la calle el 14 de septiembre de 1735 (Linnaeus escribió en su copia personal “Typus absolutus 1735, Sept. 3”). El título completo era Fundamenta Botanica, quae Majorum Operum Prodromi instar Theoriam Scientiae Botanices by breves Aphorismos tradunt. La primera edición fue dedicada a Olaus Rudbeck, Lorenz Heister, Adriaan van Royen, Johann Jacob Dillen, Antoine de Jussieu, Giulio Pontedera, Johann Amman, Johannes Burman, Pierre Magnol y Giuseppe Monti. Una segunda edición fue publicada en Estocolmo en 1740 y una tercera en Ámsterdam en 1741. La publicación de este trabajo, así como Genera Plantarum y Systema Naturae fue alentado por Herman Boerhaave que había sido maestro de Linneo.
El Fundamenta en combinación con la Critica Botanica sienta las bases de Linneo por su sistema de nomenclatura, clasificación y terminología botánica que más tarde fueron revisadas y se expandió en la Philosophia Botanica (1751). Lo hace por medio de 365 aforismos (principios) dispuestos en 12 capítulos: 

## Tabla de contenidos
Fundamenta aforismos:
I.    Bibliotheca (biblioteca), Aphorismen 1–52
II.   Systemata (sistemática), 53–77
III.  Plantae (plantas), 78–85
IV.   Fructificatio (portador de fruta), 86–131
V.    Sexus (sexo), 132–150
VI.   Characteres (caracterización), 151–209
VII.  Nouns (nombres), 210–255
VIII. Differentiae (distinción), 256–305
IX.   Varietates (Variedades), 306–317
X.    Synonyms (sinónimos), 318–324
XI.   Adumbrationes (descripción), 325–335
XII.  Vires (fuerzas), 336–365